# Cold (Kanye West)
Cold è un singolo del rapper statunitense Kanye West, realizzato insieme al DJ statunitense DJ Khaled. La canzone, pubblicata nel 2012, è stata estratta dalla raccolta Cruel Summer della GOOD Music. Il brano è stato scritto da Kanye West, Hit-Boy, LL Cool J e Marley Marl.
La canzone contiene interpolazioni col brano Lookin' at Me (1997) di Mase e Puff Daddy e un sample tratto da Illegal Search (1990) di LL Cool J.

## Tracce
- Download digitale

1. Cold – 3:39

## Video
Il videoclip è stato diretto da Hype Williams e pubblicato il 13 agosto 2012. Nel video appare anche Kim Kardashian.